# Rhizocarpon anaperum
Rhizocarpon anaperum är en lavart som först beskrevs av Edvard(Edward) August Vainio, och fick sitt nu gällande namn av Edvard(Edward) August Vainio. Rhizocarpon anaperum ingår i släktet Rhizocarpon, och familjen Rhizocarpaceae. Arten är reproducerande i Sverige.